# 알렉시스 베가
에르네스토 알렉시스 베가 로하스(스페인어: Ernesto Alexis Vega Rojas, 1997년 11월 25일 ~ )는 멕시코의 축구 선수이다. 포지션은 윙어이다. 현재 멕시코 리가 MX의 톨루카 소속이다.